# Сун Ядун
Сун Ядун (кит. упр. 宋亚东, род. 2 декабря 1997, Хулань) — китайский боец смешанных единоборств, выступающий в легчайшем весе организации UFC.
Занимает 8 строчку в легчайшем весе..

## Ранние годы
В возрасте 10 лет Сун отправился к матери в Дэнфэн провинции Хэнань, чтобы специально заниматься ушу. Уже в возрасте 12 лет Сун победил в соревнованиях по ушу-саньшоу, которые проходили в Хэнани в весовой категории до 60 кг. В этот же период начинает заниматься ушу-саньда под руководством мастера У Сунцзяна. Позднее Сун перебрался в Пекин, где присоединился к клубу Aohalin Fight Club, где и начал заниматься смешанными единоборствами под руководством Ао Хайлиня. В 2012 году подписал контракт с организацией К-1 в Тяньцзине. Дебютировал в 2013 году и после этого выступал в таких промоушенах как unlun Fight и One Fighting Championship.

## Карьера в смешанных единоборствах
В ноябре 2017 года было объявлено, что Сун Ядун дебютирует на коротком уведомлении в бою против ещё одного новичка, первого индийского бойца в UFC, Бхарата Кэндейра. Турнир был назван UFC Fight Night 122 и проходил на Мерседес-Бенц Арене в Шанхае, КНР . Сун выступал в предварительном карде, который проходил 25 ноября 2017 года. Вместе с ним в этом же карде выступали Забит Магомедшарипов и однофамилец Сун Кэнань, также представляющий Китай. Бой начался с быстрых контр-панчей, комбинаций и ударов ногами, однако к окончанию четвёртой минуты Сун правой отправил Кэндейра на пол, где ему удалось провести удушающий прием и одержать первую победу в UFC. За бой получил бонус в размере 50 000 долларов.
Во втором бою Суна в UFC он встретился с бразильским практиком джиу-джитсу и муай-тай Фелипе Арантеса, который проходил 23 июня 2018 года в рамках UFC Fight Night: Cowboy vs. Edwards в Сингапуре. В первом раунде Сун ловил противника контр-панчами, а после того, как ему удалось принять удар ногой, некоторое время контролировал Арантеса в партере. Второй раунд проходил в том же ключе. В одном из моментов Суну удалось сбить Арантеса с ног и он вновь попытался провести удушение внизу, но безрезультатно. На последних секундах раунда Сун контролировал оппонента около сетки и забирал раунд, однако удачно попал локтем из клинча, после чего соперник упал, а судья остановил бой. В итоге Сун победил на 4:59 второго раунда нокаутом. После боя Сун получил дополнительно 50,000 за выступление.
24 ноября 2018 года в рамках турнира UFC Fight Night 141 Сун должен был встретиться с Френки Саенсом, однако 7 ноября стал известно, что из-за травмы боец не будет участвовать в турнире и на замену вышел новичок Винс Моралес. Бой продолжался все три раунда, а победу единогласным решением одержал Сун.

## Достижения

### Смешанные единоборства
- Ultimate Fighting Championship
  - Обладатель премии «Бой вечера» (один раз) против Марлона Веры
  - Обладатель премии «Выступление вечера» (пять раз) против

Бхарата Хэндэйра, Фелипи Арантиса, Алехандро Переса, Марлона Мораиса и Рикки Симона.

## Статистика в профессиональном ММА
| Боёв 32          | Побед 22 | Поражений 8 |
| ---------------- | -------- | ----------- |
| Нокаутом         | 9        | 2           |
| Сдачей           | 3        | 0           |
| Решением         | 10       | 5           |
| Дисквалификацией | 0        | 1           |
| Ничьи            | 1        | 1           |
| Не состоявшихся  | 1        | 1           |

| Результат    | Рекорд     | Соперник               | Способ                                                 | Турнир                                          | Дата             | Раунд | Время | Место                  | Примечание                                                           |
| ------------ | ---------- | ---------------------- | ------------------------------------------------------ | ----------------------------------------------- | ---------------- | ----- | ----- | ---------------------- | -------------------------------------------------------------------- |
| Победа       | 22-8-1 (1) | Генри Сехудо           | Техническое решение                                    | UFC Fight Night: Сехудо vs. Сун                 | 23 февраля 2025  | 3     | 5:00  | Сиэтл, Вашингтон, США  |                                                                      |
| Поражение    | 21-8-1 (1) | Пётр Ян                | Единогласное решение                                   | UFC 299                                         | 9 марта 2024     | 3     | 5:00  | Майами, Флорида, США   |                                                                      |
| Победа       | 21-7-1 (1) | Крис Гутьеррес         | Единогласное решение                                   | UFC Fight Night: Сун vs. Гутьеррес              | 9 декабря 2023   | 5     | 5:00  | Лас-Вегас, Невада, США |                                                                      |
| Победа       | 20-7-1 (1) | Рикки Симон            | TKO (удары)                                            | UFC Fight Night: Сун vs. Симон                  | 29 апреля 2023   | 5     | 1:10  | Лас-Вегас, Невада, США | Выступление вечера.                                                  |
| Поражение    | 19-7-1 (1) | Кори Сэндхэген         | TKO (остановка доктором)                               | UFC Fight Night: Сэндхэген vs. Сун              | 17 сентября 2022 | 4     | 5:00  | Лас-Вегас, Невада, США |                                                                      |
| Победа       | 19-6-1 (1) | Марлон Мораис          | TKO (удары)                                            | UFC Fight Night: Сантус vs. Анкалаев            | 12 марта 2022    | 1     | 2:06  | Лас-Вегас, США         | Выступление вечера.                                                  |
| Победа       | 18-6-1 (1) | Хулио Арсе             | Техническим нокаутом (удар ногой в голову и добивание) | UFC Fight Night: Холлоуэй vs. Родригес          | 13 ноября 2021   | 2     | 1:35  | Лас-Вегас, США         |                                                                      |
| Победа       | 17-6-1 (1) | Кейси Кенни            | Решением (раздельным)                                  | UFC 265: Льюис vs. Ган                          | 7 августа 2021   | 3     | 5:00  | Хьюстон, США           |                                                                      |
| Поражение    | 16-6-1 (1) | Кайлер Филлипс         | Решением (единогласным)                                | UFC 259: Блахович vs. Адесанья                  | 6 марта 2021     | 3     | 5:00  | Лас-Вегас, США         |                                                                      |
| Победа       | 16-5-1 (1) | Марлон Вера            | Решением (единогласным)                                | UFC on ESPN: Оверим vs. Харрис                  | 16 мая 2020      | 3     | 5:00  | Джексонвилл, США       | Бой в полулегком весе. Лучший бой вечера.                            |
| Ничья        | 15-5-1 (1) | Коди Стэманн           | Ничья (большинством судейских голосов)                 | UFC on ESPN: Оверим vs. Розенстрайк             | 7 декабря 2019   | 3     | 5:00  | Вашингтон, США         | С Суна сняли очко в первом раунде из-за неправильного удара коленом. |
| Победа       | 15-5 (1)   | Алехандро Перес        | Нокаутом (удар)                                        | UFC 239: Джонс vs. Сантос                       | 6 июля 2019      | 1     | 2:04  | Лас-Вегас, США         | Выступление вечера.                                                  |
| Победа       | 14-5 (1)   | Винс Моралес           | Решением (единогласным)                                | UFC Fight Night 141: Блэйдс vs. Нганну 2        | 24 ноября 2018   | 3     | 5:00  | Пекин, Китай           |                                                                      |
| Победа       | 13-5 (1)   | Фелипе Арантис         | Нокаутом (удар локтем)                                 | UFC Fight Night 132: Серроне vs. Эдвардс        | 23 июня 2018     | 2     | 4:59  | Каланг, Сингапур       | Вернулся в легчайший вес Выступление вечера.                         |
| Победа       | 12-5 (1)   | Бхарат Хэндэйр         | Сабмишном (удушение гильотиной)                        | UFC Fight Night 122: Биспинг vs. Гастелум       | 25 ноября 2017   | 1     | 4:16  | Шанхай, Китай          | Бой в полулегком весе. Выступление вечера.                           |
| Победа       | 11-5 (1)   | Макото Исидо           | Нокаут (удар)                                          | WLF — W.A.R.S. 18                               | 28 октября 2017  | 1     | 1:05  | Баркам, Китай          |                                                                      |
| Победа       | 10-5 (1)   | Эдгарс Скриверс        | Решением (единогласным)                                | Kunlun Fight Kunlun Fight MMA 10                | 6 апреля 2017    | 3     | 5:00  | Пекин, Китай           |                                                                      |
| Поражение    | 9-5 (1)    | Ренат Ондар            | Единогласное решение                                   | WLF World Championship                          | 8 января 2017    | 5     | 5:00  | Чжэнчжоу, Китай        |                                                                      |
| Победа       | 9-4 (1)    | Шамиль Насрудинов      | Сабмишном (удушение)                                   | WLF W.A.R.S. 10                                 | 26 ноября 2016   | 2     | N/A   | Чжэнчжоу, Китай        |                                                                      |
| Поражение    | 8-4 (1)    | Ренат Ондар            | Решением (единогласным)                                | WLF E.P.I.C.: Elevation Power in Cage 9         | 24 октября 2016  | 3     | 5:00  | Чжэнчжоу, Китай        |                                                                      |
| Победа       | 8-3 (1)    | Вахаган Никогосян      | Нокаут (удары)                                         | WLF — E.P.I.C.: Elevation Power in Cage 6       | 23 июля 2016     | 1     | N/A   | Чжэнчжоу, Китай        |                                                                      |
| Поражение    | 7-3 (1)    | Алексей Полпудников    | Нокаутом (удар)                                        | Kunlun Fight 44 — Mayor’s Cup 2016              | 14 мая 2016      | 2     | 0:50  | Хабаровск, Россия      |                                                                      |
| Победа       | 7-2 (1)    | Артак Назарян          | Нокаут (удары)                                         | WLF — E.P.I.C.: Elevation Power in Cage 2       | 13 марта 2016    | 2     | N/a   | Хэнань, Китай          |                                                                      |
| Победа       | 6-2 (1)    | Александр Зайцев       | Решением (единогласным)                                | WLF E.P.I.C.: Elevation Power in Cage 1         | 13 января 2016   | 3     | 5:00  | Чжэнчжоу, Китай        |                                                                      |
| Поражение    | 5-2 (1)    | Джованни Мольйо        | Дисквалификация (запрещённые удары)                    | M-1 Global — Way to M-1 China                   | 25 июля 2015     | 2     | 5:00  | Чэнду, Китай           |                                                                      |
| Победа       | 5-1 (1)    | Рай Юн Ок              | Нокаутом (удар)                                        | WBK — WBK-3                                     | 18 апреля 2015   | 1     | 0:00  | Нинбо, Китай           |                                                                      |
| Поражение    | 4-1 (1)    | Сянь Цзи               | Решением (единогласным)                                | One FC 24 — Dynasty of Champions                | 19 декабря 2014  | 3     | 5:00  | Пекин, Китай           |                                                                      |
| Победа       | 4-0 (1)    | Я Фэй Чжао             | Решением (большинством судейских голосов)              | RUFF Fu Ranik Ultimate Fighting Federation Fu   | 7 июня 2014      | 3     | 5:00  | Шанхай, Китай          |                                                                      |
| Победа       | 3-0 (1)    | Баасанхуу Дамнланпурев | Сабмишном (удушение сзади)                             | RUFF 12 — Ranik Ultimate Fighting Federation 12 | 29 марта 2014    | 1     | N/A   | Шанхай, Китай          |                                                                      |
| Победа       | 2-0 (1)    | Хейли Алатенг          | Решением (единогласным)                                | RUFF 11 — Ranik Ultimate Fighting Federation 11 | 30 ноября 2013   | 3     | 5:00  | Шанхай, Китай          |                                                                      |
| Победа       | 1-0 (1)    | Бахейбиек Вуллибек     | Решением (единогласным)                                | RUFF 10 — Ranik Ultimate Fighting Federation 10 | 24 августа 2013  | 3     | 5:00  | Шанхай, Китай          |                                                                      |
| Не состоялся | 0-0 (1)    | Ухэн Чжао              | Без результата (случайный удар в пах)                  | RUFF 9 — Ranik Ultimate Fighting Federation 9   | 18 мая 2013      | 0     | 0:00  | Санья, Китай           |                                                                      |